# Lourens Baas Becking
Lourens Gerhard Marinus Baas Becking (Deventer, 4 januari 1895 - Canberra, Australië, 6 januari 1963) was een Nederlandse botanicus en microbioloog. Hij is vooral bekend geworden door de Baas Beckinghypothese, die hij in 1934 poneerde.

## Opleiding
In 1913 begon Baas Becking met de studie chemische technologie aan de Technische Hogeschool Delft, maar in 1916 ging hij biologie studeren aan de Rijksuniversiteit Utrecht. Hier studeerde hij in 1919 cum laude af. Na het afronden van zijn studie vertrok hij in verband met astma naar de Verenigde Staten waar hij een beter klimaat hoopte aan te treffen. Hij werkte hier op het laboratorium van geneticus Thomas Hunt Morgan. In 1921 behaalde hij een PhD aan Stanford University, Californië. In hetzelfde jaar promoveerde hij tevens cum laude bij F.A.F.C. Went aan de Rijksuniversiteit Utrecht op het proefschrift Radiation and vital phenomena, een verhandeling over fotosynthese.

## Hoogleraar aan Stanford
Na zijn promotie keerde Baas Becking terug naar Californië waar hij in 1923 als hoogleraar economische botanie en in 1925 als hoogleraar plantenfysiologie aan Stanford University werd aangesteld. Hij raakte geïnteresseerd in leven onder extreme omstandigheden zoals organismen die leven in zoutmeren en deed onderzoek naar de interacties tussen organismen en hun omgeving toen hij werd aangesteld als directeur van het marine laboratorium van Stanford University in Pacific Grove, Californië.

## Hoogleraar te Leiden
In 1930 werd Baas Becking benoemd als hoogleraar in de algemene botanie aan de Rijksuniversiteit Leiden en in 1931 werd hij tevens directeur van de Hortus botanicus Leiden als opvolger van Jacobus Marinus Janse. Als hoogleraar hield Baas Becking zich bezig met het opzetten van onderzoeksprogramma's met betrekking tot algen, ecologie en plantenfysiologie. Bij de Leidse hortus stelde hij Hesso Veendorp aan als hortulanus en zijn rechterhand. Hoewel Baas Becking nog geen 10 jaar hortusdirecteur was, heeft hij veel voor de Leidse hortus betekend. Hij liet een systeemtuin aanleggen waarin hij de planten op families liet rangschikken. Ook liet hij de (naar men toen veronderstelde) oudste plant van de hortus, de goudenregen die in 1601 in de hortus was geplant, behandelen volgens boomchirurgische methodes. Uit een van de verwijderde takken liet hij een houten beker vervaardigen die hij overhandigde aan Prinses Juliana, die toen in Leiden studeerde.
Na onderzoek van het hortusarchief constateerden Baas Becking en Veendorp dat er contacten waren geweest tussen de Leidse hortus en Philipp Franz von Siebold, waarna hij in 1932 een grote Von Sieboldtentoonstelling liet organiseren. Tevens troffen ze in het hortusarchief op een manuscript aan van Dirck Outgaertsz. Cluyt, de hortulanus onder Carolus Clusius, de eerste hortusdirecteur. In dit manuscript stonden plantenlijsten en een beplantingsschema uit de begindagen van de hortus. Hierdoor kreeg Baas Becking het idee om een reconstructie van de hortus uit de begindagen te laten aanleggen op een beschikbaar gekomen terrein in de nabijheid van de hortus. Dit resulteerde uiteindelijk in de naar Clusius genoemde Clusiustuin.
Ook liet Baas Becking in de jaren 1936-1938 het nu nog steeds bestaande kassencomplex aanleggen ter vervanging van de verspreid in de hortus liggende kassen. Als onderdeel van het kassencomplex werd ook de Victoriakas aangelegd waarbij deze op een hoger niveau kwam te liggen. In 1938 publiceerden Veendorp en Baas Becking, naar aanleiding van hun uitgebreide studie van het hortusarchief Hortus academicus Lugduno-Batavus, een Engelstalig boek waarin ze de geschiedenis van de hortus van 1587 tot 1937 beschreven.

## Directeur te Buitenzorg
In 1939 vertrok Baas Becking naar Java, toenmalig Nederlands-Indië om directeur van 's Lands Plantentuin te Buitenzorg te worden. In 1937 had hij de tuin al aangedaan op de terugreis van een onderzoeksreis in Australië om daar het leven in de zoutmeren te bestuderen.

## Tweede Wereldoorlog
In april 1940 kwam Baas Becking terug naar Nederland voor een bespreking en om zijn afscheidscollege te houden. Door het uitbreken van de Tweede Wereldoorlog en daaropvolgende Duitse inval in Nederland in mei 1940 kon hij echter niet meer terugkeren naar Buitenzorg. Een ontsnappingspoging in 1940 samen met onder andere marineofficier Lodewijk van Hamel en Hans Hers, waarbij de groep per watervliegtuig zou ontsnappen vanuit het Tjeukemeer, liep op een mislukking uit. Baas Becking kreeg een korte gevangenisstraf. Op 26 april 1944 ondernam hij vanuit Klundert een tweede ontsnappingspoging. Dit keer werd hij door de Duits bezetter opgepikt uit een boot op open zee. Hierna werd hij voor langere tijd vastgezet, aanvankelijk in Nederland en later in Siegburg, Duitsland. In zijn gevangeniskamp in Duitsland hield hij zich bezig met de studie van vlektyfus. In mei 1945 werd hij bevrijd door de geallieerden. Omdat hij ernstig verzwakt was, keerde hij pas in augustus 1945 terug naar Nederland nadat hij voldoende was aangesterkt.

## Terug naar Java
In september 1945 keerde Baas Becking terug naar Java, waar hij zijn gezin in 1940 had achtergelaten. Op Java bleek zijn oudste zoon te zijn omgekomen. Baas Becking werd hoofd van de mobiele colonnes van het Rode Kruis met de rang van kolonel. Voor zijn verdiensten ontving hij een hoge onderscheiding. Vanwege de strijd in Nederlands-Indië kon hij zijn werk als directeur van 's Lands Plantentuin pas eind 1946 hervatten.

## Nieuw-Caledonië en Australië
In 1948 verliet Baas Becking Java en vertrok hij naar Nouméa, Nieuw-Caledonië waar hij ging werken als vicevoorzitter van de wetenschappelijke raad van South Pacific Commission. Zijn eerste vrouw kwam in Nieuw-Caledonië door een verkeersongeluk om het leven.
In 1951 vertrok hij naar Australië waar hij eerst ging werken voor de afdeling botanie van de (University of Sydney en in 1953 voor CSIRO (Commonwealth Scientific and Industrial Research Organisation). Zijn standplaats was van 1953 tot 1957 de afdeling visserij van het oceanografische instituut in Coronulla, Sydney, New South Wales. Later werd zijn standplaats Canberra, waar hij in 1958 en 1959 werkte voor Bureau of Mineral Resources en in 1960 tot 1962 voor de afdeling plantenindustrie van CSIRO.
Baas Becking publiceerde over meerdere onderwerpen, waaronder de geobiologie van bacteriën. Tussen 1935 en 1942 en voor de tweede keer vanaf 1945 was hij lid van de Koninklijke Nederlandse Akademie van Wetenschappen. In 1948 werd hij benoemd tot Ridder in de Orde van de Nederlandse Leeuw. Na zijn dood werd ter ere van hem "the Baas Becking Geobiological Laboratory" ingesteld door het "Bureau of Mineral Resources".

## Baas Beckinghypothese
De Baas Beckinghypothese of Beijerinck-Baas Beckinghypothese "Alles is overal, maar het milieu selecteert" werd door Baas Becking, geïnspireerd door Martinus Willem Beijerinck, in 1934 geponeerd en leidt nog steeds tot discussies over de globale diversiteit en biogeografie van micro-organismen.

## Selectie van werken
- Preliminary statement regarding the diatom "epidemics" at Copalis beach, Washington,: And an analysis of diatom oil, 1927
- Studies on growth: Part I. The point binomial and its derivatives (Stanford University publications), 1926
- Studies on growth: Part II. Experimental data--application of the theory, (Stanford University publications. University series. Biological sciences), 1926
- The physical state of protoplasm (Verhandelingen der Koninklijke Akademie van Wetenschappen te Amsterdam, Afdeeling Natuurkunde. Tweede sectie) 1928
- Geobiologie: of Inleiding tot de Milieukunde, Van Stockum en Zoon, Den Haag, 1934
- Preliminary list of plants introduced into Tahiti (South Pacific Commission), 1950
- Hortus Academicus Lugduno-Batavus, 1587-1937, H. Veendorp & L.G.M. Baas Becking, 1938